# Francisco de Paula Brochado da Rocha
Francisco de Paula Brochado da Rocha (Porto Alegre, 8 de agosto de 1910 — Porto Alegre, 26 de setembro de 1962), também conhecido simplesmente como Brochado da Rocha, foi um advogado, professor universitário e de ensino médio e político brasileiro.
Filho do ex-prefeito portoalegrense Otávio Rocha e Inácia Brochado da Rocha e irmão de Antônio Brochado da Rocha e José Diogo Brochado da Rocha. Ainda estudante, participou da Revolução de 1930, quando foi ferido durante o assalto ao quartel-general da 3ª Região Militar, na rua da Praia, em Porto Alegre, em 3 de outubro. Em decorrência do ferimento, perdeu um pé e passou a usar uma prótese mecânica.
Em 1932 diplomou-se pela Faculdade de Direito de Porto Alegre, hoje pertencente à Universidade Federal do Rio Grande do Sul, onde mais tarde seria professor catedrático de Direito Constitucional.
Foi procurador da prefeitura de Porto Alegre, eleito deputado estadual pelo PSD para a 37ª Legislatura da Assembleia Legislativa do Rio Grande do Sul, de 1947 a 1951.
Foi titular das secretarias estaduais de Educação e Cultura, e do Interior e Justiça, durante o governo Leonel Brizola no Rio Grande do Sul. Participou ativamente da Campanha da Legalidade em 1961, fazendo a ligação entre o governo Brizola e setores nacionalistas do III Exército, que viria a apoiar o movimento que garantiu a posse de João Goulart, após a renúncia de Jânio Quadros.
No âmbito federal, foi consultor da República, membro do Conselho Federal de Ensino, ministro da Fazenda e presidente do Conselho de Ministros (12 de julho de 1962 a 18 de setembro de 1962) durante o breve regime parlamentar que se seguiu à posse de Jango. Como presidente do Conselho, trabalhou para abreviar a experiência parlamentarista já vista como praticamente condenada. Morreu oito dias depois de deixar o poder.